# Stadtbahn Rhein-Sieg
Als Stadtbahn Rhein-Sieg werden die Stadtbahnnetze von Köln und Bonn zusammengefasst. Sie sind in den zwei Überlandstrecken Rheinuferbahn und Vorgebirgsbahn miteinander verbunden, die zum Großteil durch den Rhein-Sieg-Kreis und den Rhein-Erft-Kreis führen. Das Bonner Stadtbahnnetz wird von SWB Bus und Bahn betrieben, das Kölner System von den Kölner Verkehrs-Betrieben (KVB). Durch die Überlandlinien verkehren in Köln auch Fahrzeuge der SWB Bus und Bahn und in Bonn Fahrzeuge der KVB.

## Stadtbahngesellschaft
Die Kommunen des Verkehrsraumes von Köln bis zum Rhein-Sieg-Kreis gründeten 1974 die Stadtbahngesellschaft Rhein-Sieg zur Förderung der Zusammenarbeit sowie der gemeinsamen Planung und dem Bau eines Stadtbahnnetzes. Der Betrieb wurde weiterhin von den beteiligten KVB/HGK und SWB durchgeführt. Nach der Inbetriebnahme von Rheinufer- und Vorgebirgsbahn war die Stadtbahngesellschaft schwerpunktmäßig für Planungsarbeiten und die Zuschussabrechnung zum weiteren Ausbau der beiden Bahnstrecken sowie als Bauträger für die Planung und Erstellung von Park and ride/Bike-and-ride-Anlagen verantwortlich.
Die Stadtbahngesellschaft wurde auf Beschluss der Gesellschafterversammlung vom Dezember 2007 mit Wirkung zum 1. Januar 2008 aufgelöst und befindet sich seitdem in Liquidation. Grund für die Auflösung war ein starker Rückgang der nach dem Gemeindeverkehrsfinanzierungsgesetz bezuschussten Investitionen in den öffentlichen Personennahverkehr, der zu einer wirtschaftlichen Verschlechterung des Unternehmens geführt hatte.

## Streckennetz

### Stadtbahnnetz Köln

#### Niederflur-Netz Köln
Das Niederflur-Netz der Stadtbahn Köln ist zwar ein Städteübergreifendes Netz, erstreckt sich aber nicht bis nach Bonn. 
Das Niederflur-Netz besteht aus zwei Teilnetzen. Den Ost-West Linien mit der Linie 1,7 und 9 sowie den Ringlinien 12 und 15. 
Der gemeinsame Abschnitt der Ost-West Linien ist der Abschnitt Neumarkt–Heumarkt–Deutzer Brücke. Dieser erreicht in Spitzenzeiten mit 30 Zügen pro Stunde und Richtung die gleiche Zugdichte, wie sie der Innenstadttunnel ganztägig aufweist und wird, wenn dieser in einigen Jahren durch die Nord-Süd-Stadtbahn entlastet wird, die am stärksten belastete Strecke im Kölner Stadtbahnnetz sein. Um diese Strecke zu entlasten, wird derzeit (Stand Anfang 2023) der Ausbau der Ost-West-Achse diskutiert, unter anderem soll die Linie 1 in Zukunft mit 90 m langen Bahnen fahren.

#### Hochflur-Netz Köln
Als Hochflurnetz werden die Linien (Linien 3, 4, 5, 13, 16, 17, 18) des Stadtbahnnetzes zusammengefasst. Ihre Gemeinsamkeit besteht darin, dass sie mit klassischen Stadtbahnfahrzeugen bedient werden, deren Fahrzeugboden sich etwa einen Meter über dem Gleis befindet. Für einen stufenlosen Einstieg in diese Fahrzeuge sind entsprechend hohe Bahnsteige erforderlich. Die Außenäste des Hochflurnetzes sind mittlerweile fast vollständig mit solchen Hochbahnsteigen ausgerüstet.
Das Hochflur-Netz von Köln besitzt zwei Linien, die auch nach Bonn verkehren. Dies sind die Linien 16 und 18.

### Verbindungsstrecken

#### Rheinuferbahn
Die Rheinuferbahn der Köln-Bonner Eisenbahnen wurde ab 1975 für den Stadtbahnbetrieb umgerüstet, was damals technisch wie rechtlich Neuland darstellte, inzwischen aber unter dem Titel Karlsruher Modell noch wesentlich weiter getrieben wurde. In Köln und Bonn erfolgten die Anpassungen allerdings gleichermaßen bei den Radreifenprofilen und beim Oberbau, insbesondere durch bewegliche Herzstückspitzen.
Der Streckenabschnitt auf Bonner Stadtgebiet bis Buschdorf, der sich im Besitz der Stadtwerke befand, wurde dabei zur Straßenbahnstrecke umkonzessioniert. Ab August 1978 verkehrten auf der Rheinuferbahn die Züge der Stadtbahnlinie 16, die in den Stammstreckentunnel geführt wurden, den noch im Bau befindlichen Hauptbahnhof passierten und weiter nach Bad Godesberg fuhren.
Am 10. April 1979 wurde die Strecke zwischen Bonn West und der Eigentumsgrenze zur Straßenbahn umkonzessioniert. Nach Fertigstellung des Hauptbahnhofs wurde die Linie 3 bis Tannenbusch Mitte verlängert. Bis Buschdorf wurden die Bahnsteige Mitte der 1980er Jahre für den stufenlosen Einstieg umgebaut.
Heute wird der Abschnitt zwischen Hauptbahnhof und Tannenbusch von den Linien 16 und 63 innerhalb von 20 Minuten dreimal bedient.

#### Vorgebirgsbahn
Die Vorgebirgsbahn der Köln-Bonner Eisenbahnen wurde ab Oktober 1985 auf Stadtbahnbetrieb umgestellt; zuerst der Abschnitt bis Schwadorf, ein Jahr später folgte der nächste Abschnitt bis Köln. Seither endet die Linie 18 am Südende am Bonner Hauptbahnhof. Sie fuhr aber auf der nördlichen Seite nun bis Köln-Mülheim durch, später nach Köln-Chorweiler. Mit Trennung zwischen Hoch- und Niederflurnetz in Köln bedient die Linie 18 wieder den Streckenast nach Köln-Mülheim, der in der Zwischenzeit nach Thielenbruch verlängert worden war. An Werktagen fährt die 18 im Zwanzigminutentakt. An Wochenenden verkehrt sie zwischen Brühl und Bonn halbstündlich. Seit 2019 besteht auf der Linie 18 Samstags, Sonntags und an Feiertagen auch ein Nachtverkehr im Stundentakt.

### Ausbau

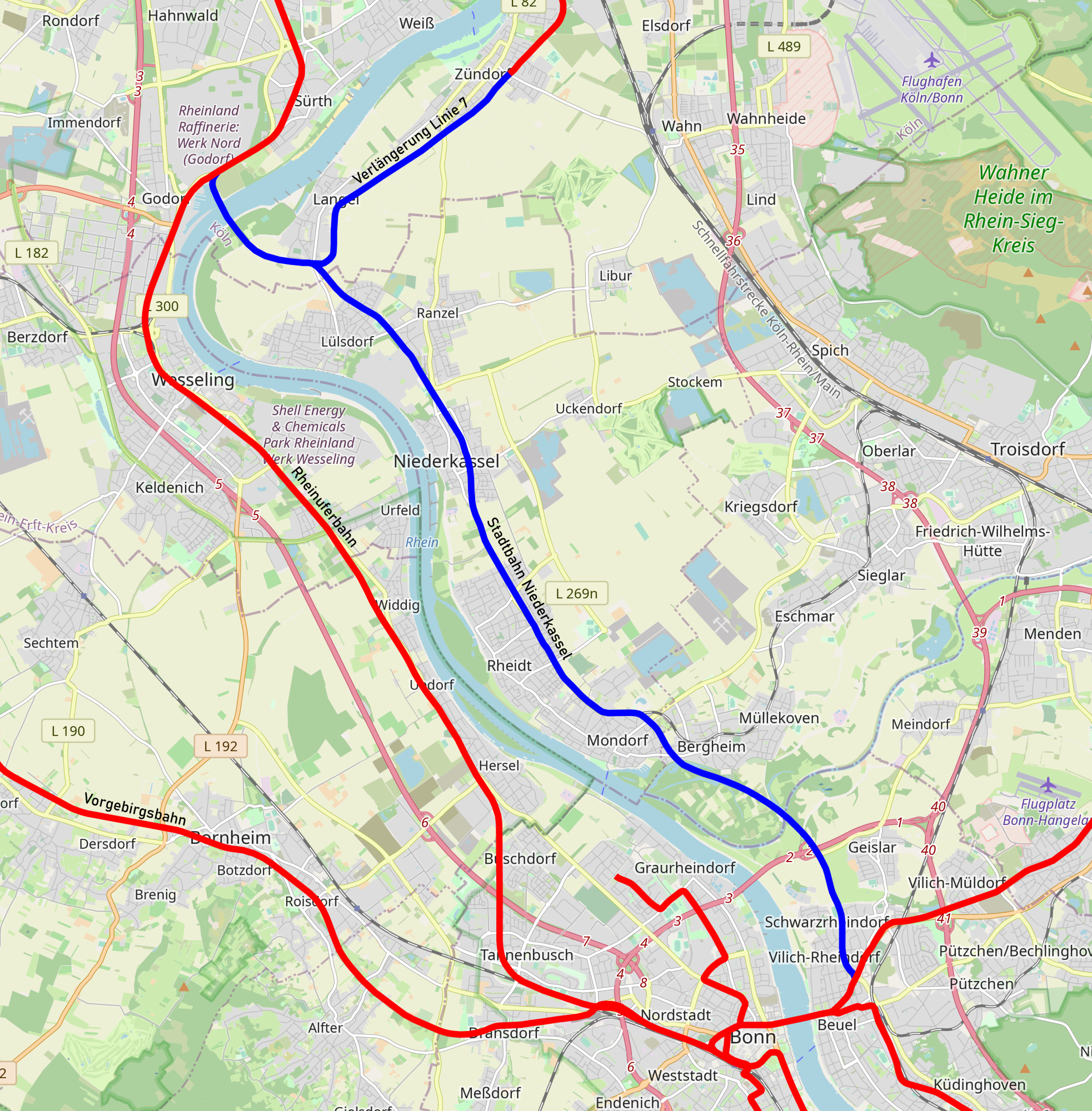
Planungen für eine neue Bahnverbindung Köln-Bonn (blau): Verlängerung der Linien 7 (aus Porz-Zündorf kommend) und 17 (aus dem Linksrheinischen kommend, mit Rheinquerung) in Richtung Bonn-Beuel

Linie 17 soll im Falle des Baus einer neuen Rheinbrücke bei Godorf über diese eine dritte Stadtbahnverbindung von Köln nach Bonn schaffen. Dabei wird eine Umstiegsmöglichkeit zur dann ebenfalls verlängerten Linie 7 in Langel-Süd angestrebt, danach führt Linie 17 auf Teilen der RSVG-Strecke weiter über Lülsdorf, Niederkassel, Rheidt, Bonn-Geislar, Bonn-Schwarzrheindorf und Bonn-Beuel Mitte nach Bonn Hbf.